# Борис Сушкевич
Борис Михајлович Сушкевич (рус. Борис Михайлович Сушкевич, 7. фебруар 1887 – 10. јул 1946) рођен у Санкт Петербургу, био је руски, совјетски глумац, позоришни редитељ и читалац драма. Додељена му је награда Срећан уметник (1933) и Народни уметник СССРа (1944).
Као алумни Московског универзитета, Сушкевич се придружио Московском уметничком позоришту 1912. године. Био је директор Првог студија од 1916. до 1924. године. Године 1919. Сушкевич је режирао Пљачкаше Фридриха Шилера на отвореном Великом драмском позоришту у Санкт Петербургу.
Године 1933. преселио се у Лењинград и постао директор Александринског позоришта, а касније 1937. директор Новог театра у Санкт Петербургу, све dо 1946. године када је преминуо. Његовим уметничким врхунцем се сматра продукција Герхарта Хауптмана из 1940. године Пре свитања у којем је и сам имао водећу улогу. 1933. године Сушкевич је постао професор, а од 1936. године директор Лењинградског позоришта.
У периоду од 1914. до 1927. Сушкевич је играо у пет совјетских филмова, међу којима је био и "Цар Иван Васиљевич Грозни" (1915) са Фјодором Шалапином у главној улози. Аутор је књиге "Седам аспеката рада на делу" (Семь моментов работы над ролью, 1933).
Глумица Ленсовет позоришта, Надежда Бромли је била његова жена.